# Steinhaus (Gemeinde Steinhaus)
Steinhaus ist eine Ortschaft, eine Katastralgemeinde und der Gemeindehauptort der Gemeinde Steinhaus im Bezirk Wels-Land in Oberösterreich. Die Ortschaft hat 1398 Einwohner (Stand 1. Jänner 2024).

## Geografie
Die Ortschaft Steinhaus befindet sich etwa 7 Kilometer südlich von Wels im Zentrum des Gemeindegebiets von Steinhaus. Der Ort liegt im Traun-Enns-Riedelland auf Höhen um die 380 m ü. A. im Tal des Aiterbachs, der bei Wels in die Traun mündet. Steinhaus erstreckt sich heute als Straßendorf über etwa 1800 Meter in Nord-Süd-Richtung entlang der Almtalbahn. Zum Dorf gehören auch die Einzellage Buchhof talauswärts, und die Häuser nordöstlich oberhalb am Riedel, an Seestraße und Hellingstraße bis zum Weiler Helling gegen Thalheim bei Wels.
Zur Katastralgemeinde Steinhaus mit 1075 Hektar gehören auch die Ortschaften Oberhart und Unterhart südlich und östlich (von denen Ortsteile auch zu Sattledt gehören), und kleine Teile der Ortschaft Oberschauersberg nördlich. Katastralgemeindegrenze innerhalb der Gemeinde ist der Bachlauf des Aiterbachs.

## Kultur und Sehenswürdigkeiten
- Schloss Steinhaus
- Katholische Pfarrkirche Steinhaus Hll. Aposteln

## Wirtschaft und Infrastruktur

### Verkehr

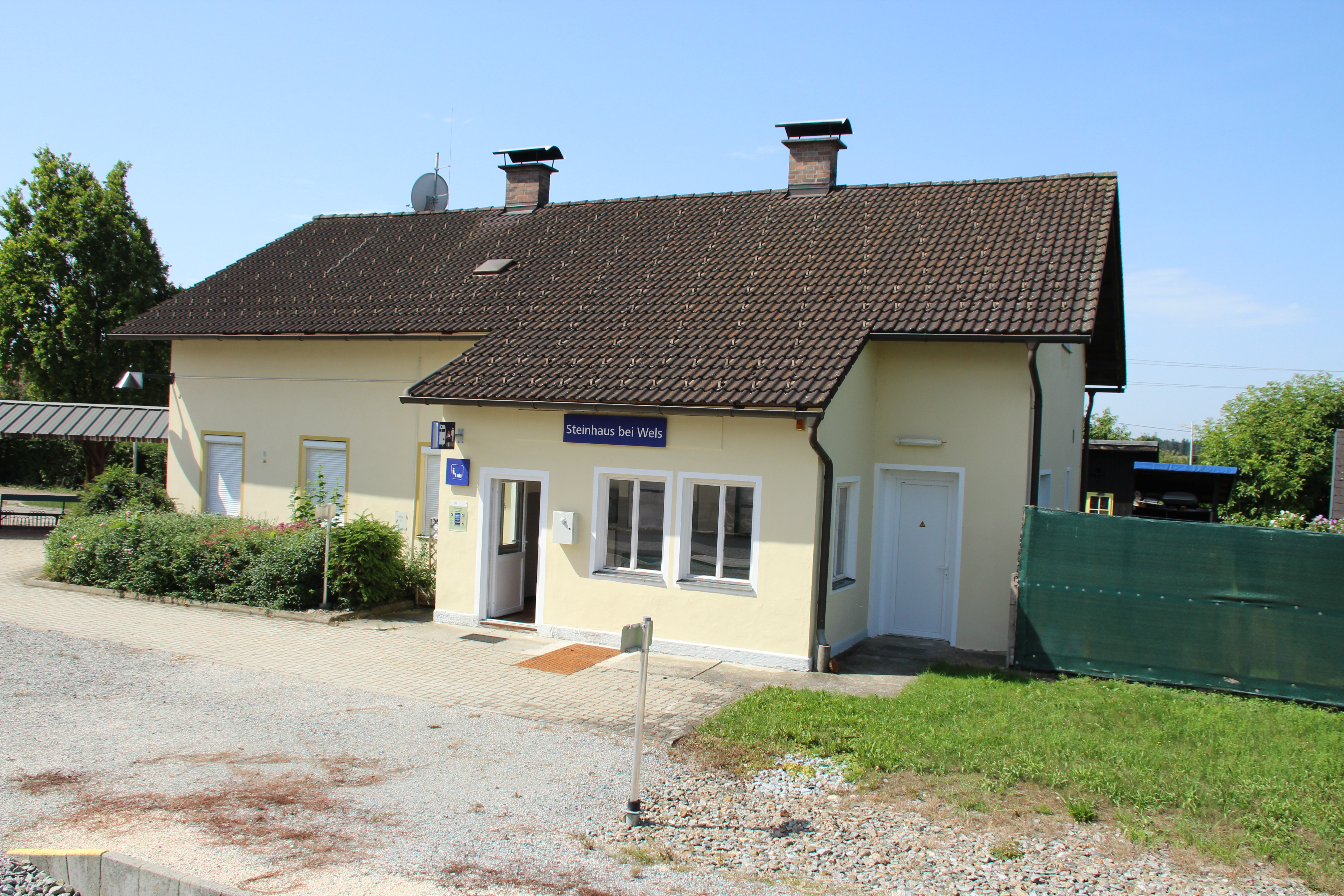
Anschluss an die Almtalbahn

Im Ort liegt die Haltestelle Steinhaus bei Wels der Almtalbahn.
Der Ort liegt in Prinzip direkt an der Welser Westspange der A8 Innkreis Autobahn, ist aber durch eine großzügige Untertunnelung westlich vor Lärmbeinträchtigung geschützt.

### Wirtschaft
Westlich des Ortes zum Aiterbach hin liegen die Schörgendorf-Teiche, die als Fischteiche betrieben werden.